# Abredar
Abredar (persiska: اَبرِهدَر, آبَردَرِّه, اَبرَهدَر, اَبرَدَر, ابردر) är en ort i Iran.   Den ligger i provinsen Markazi, i den centrala delen av landet, 150 km sydväst om huvudstaden Teheran. Abredar ligger 1 758 meter över havet och antalet invånare är 215.
Terrängen runt Abredar är lite bergig, och sluttar norrut. Runt Abredar är det glesbefolkat, med 20 invånare per kvadratkilometer. Närmaste större samhälle är Tafresh, 15,3 km sydväst om Abredar. Trakten runt Abredar består i huvudsak av gräsmarker.